# میریام یانگ
میریام یانگ (انگلیسی: Miriam Yeung؛ زادهٔ ۳ فوریهٔ ۱۹۷۴) خواننده و بازیگر اهل هنگ کنگ است. وی پیش از هنرپیشگی، پرستار بود و رشتهٔ تحصیلی‌اش هم پرستاری بوده است.

## فیلم
| سال  | نام               | نقش         | نکته |
| ---- | ----------------- | ----------- | ---- |
| ۲۰۰۶ | ۲ می‌شود ۱         | بینگُ لیونگ  |      |
| ۲۰۰۶ | پادشاهان آسمانی   | خودش        |      |
| ۲۰۱۱ | جادوگر و مار سفید | خرگوش       |      |
| ۲۰۱۱ | تأسیس یک حزب      | زن هنگ کنگی |      |
| ۲۰۱۴ | ابردین            | چِنگ وی-چینگ |      |